# ドルガン人
ドルガン人 (ドルガンじん、ロシア語: долганы; self-designation: долган, тыа-кихи, саха) は、主にロシア連邦のクラスノヤルスク地方に居住するモンゴロイドのテュルク系民族である。

## 概要
2010年の人口は7,885人。ウクライナにも約26人住み、ウクライナ人と混血してほぼコーカソイド化している。 
サハ語に近いドルガン語を話す。 伝統的にトナカイ遊牧と狩猟採集を中心とした暮らしを送るが、ソ連時代にはコルホーズによる農業集産化に巻き込まれ、現代では定住生活を送る者も多い。多数のドルガン人が古来からのシャーマニズムを信仰するものの、一部はロシア正教を信仰する。

## 遺伝子
ドルガン人のY染色体は、ある調査ではハプログループNが53％、ハプログループR1aが15％、ハプログループC2が13％である。